# 東京 飛行
『東京 飛行』（とうきょう ひこう）は、2006年12月6日に発売されたORIGINAL LOVE通算13作目のスタジオ・アルバム。

## 解説
ORIGINAL LOVEのこれまでのアルバムで見られたジャズ、ポップ、ロックのテイストが盛り込まれた集大成的な内容である。

## 収録曲
（全曲 作詞・作曲・編曲:田島貴男）
1. ジェンダー
2. オセロ
3. 2度目のトリック
4. 髑髏
5. カフカの城
6. 13号室からの眺め
7. 明日の神話
8. ZIGZAG
9. 夜とアドリブ
10. 遊びたがり
11. エクトプラズム、飛行

## リリース日一覧
| 地域 | リリース日    | レーベル    | 規格 | カタログ番号 |
| ---- | ------------- | ----------- | ---- | ------------ |
| 日本 | 2006年12月6日 | PONY CANYON | CD   | PCCA-02359   |